# Synchronisch versus diachronisch
Diachronisch of diachroon is een vergelijkend onderzoek door de tijd. Synchronisch of synchroon is een onderzoek of analyse waarin een fenomeen op een punt in de tijd onderzocht wordt.

## Diachronisch
Diachronisch komt van de Oud-Griekse woorden dia (door) en chronos (tijd). Het wordt gebruikt als kwalificatie van een analyse of onderzoek: een diachronische analyse onderzoekt de ontwikkeling van een verschijnsel door de tijd heen, hoe in de loop der tijd veranderingen zijn opgetreden en dergelijke. De studie van (gedrags-)veranderingen, of het effect van therapieën over langere termijn is een longitudinale studie. Het tegengestelde is een dwarsdoorsnedestudie, ook met een Engels jargon cross-sectional-onderzoek.
In de geologie kunnen aardlagen of biozones diachroon zijn. Continu vervolgbare lagen of zones met een vergelijkbare inhoud hoeven op verschillende plaatsen niet even oud te zijn.
Voorbeeld: Bij een kouder wordend klimaat zullen bijvoorbeeld flora en fauna die kenmerkend zijn voor een bepaalde klimaatzone op het noordelijk halfrond zuidwaarts migreren. Bij een continu aanwezige laag met deze flora en fauna zal een noordelijke plek een hogere ouderdom hebben dan een zuidelijke plek. De laag heeft weliswaar dezelfde kenmerken, maar loopt schuin door de tijd van noord naar zuid en is daarmee diachroon.
Voorbeeld: In de geschiedenis is een diachronisch thema bijvoorbeeld antisemitisme vanaf Julius Caesar tot en met Hitler.

## Synchronisch
Synchronisch komt van syn (samen met) en chronos. De aandacht ligt dan niet bij verschillen tussen verschillende tijden, maar op verschillen tussen bijvoorbeeld verschillende plaatsen. In de geschiedenis is een synchroon thema bijvoorbeeld antisemitisme in de jaren 1920 en 1930 in de Sovjet-Unie, Verenigde Staten, Duitsland en Frankrijk.